# Aulo Petronio Lurcone
Aulo Petronio Lurcone (in latino: Aulus Petronius Lurco; 16 circa – dopo il 58) è stato un magistrato e senatore romano, console dell'Impero romano.

## Biografia
Estremamente scarse sono le notizie su Lurcone. Suo parente stretto doveva essere il Marco Petronio Lurcone attestato come curator tabulariorum publicorum nel 46.
L'unica carica nota di Lurcone è il suo consolato suffetto, ricoperto per l'intero secondo semestre del 58 al fianco di Aulo Paconio Sabino in sostituzione del patrizio Marco Valerio Messalla Corvino e di Gaio Fonteio Agrippa, che aveva sostituito a maggio il princeps Nerone al suo terzo consolato.